# Condado de West Pokot
El condado de West Pokot es un condado de Kenia.
Se sitúa al oeste del país, en la frontera con Uganda. La capital del condado es Kapenguria. La población total del condado, en su mayor parte pokot, es de 512 690 habitantes según el censo de 2009. Por el condado, en el cual el clima predominante es uno entre árido y semiárido, discurren los ríos Turkwel, Kerio y Nzoia.

## Localización
Con un área de 9169,4 km², tiene los siguientes límites:
| Noroeste: Moroto, Uganda         | Norte: Condado de Turkana       | Noreste: Condado de Turkana |
| Oeste: Amudat y Bukwo, Uganda    |                                 | Este: Condado de Turkana    |
| Suroeste: Condado de Trans-Nzoia | Sur: Condado de Elgeyo-Marakwet | Sureste: Condado de Baringo |

## Demografía
La villa de Kapenguria, capital del condado, es la única localidad importante de West Pokot, con 71 477 habitantes en el censo de 2009.

## Transportes
El condado está atravesado de norte a sur por la carretera A1, que recorre el oeste del país desde Sudán del Sur hasta Tanzania. En West Pokot, esta carretera pasa por Kainuk, Wakor, Ortum, Chepareria y Kapenguria. Cuando esta carretera pasa por el centro del condado, sale de ella hacia el este la B4, que lleva a Nakuru pasando por el condado de Baringo.